# Corythoichthys nigripectus
Corythoichthys nigripectus är en fiskart som beskrevs av Earl Stannard Herald 1953. Corythoichthys nigripectus ingår i släktet Corythoichthys och familjen kantnålsfiskar. Inga underarter finns listade i Catalogue of Life.